# Tournoi de Londres de rugby à sept 2004
Navigation
2003 2005
Le Tournoi de Londres de rugby à sept 2004 (anglais : London rugby sevens 2004) est la 8e et dernière étape de la saison 2003-2004 du IRB Sevens World Series. Elle se déroule les 5 et 6 juin 2004 au Stade de Twickenham à Londres, en Angleterre.
La victoire finale revient à l'équipe d'Angleterre, battant en finale l'équipe de Nouvelle-Zélande sur le score de 22 à 19.

## Équipes participantes
Seize équipes participent au tournoi :
- Afrique du Sud
- Angleterre
- Argentine
- Australie
- Canada
- Espagne
- Fidji
- France
- Géorgie
- Italie
- Kenya
- Nouvelle-Zélande
- Portugal
- Russie
- Samoa
- Écosse

## Phase de poules

### Poule A
| Rang | Pays             | J | V | N | D | Pm | Pe  | Diff | Pts |
| ---- | ---------------- | - | - | - | - | -- | --- | ---- | --- |
| 1    | Nouvelle-Zélande | 3 | 3 | 0 | 0 | 98 | 15  | +83  | 9   |
| 2    | Australie        | 3 | 2 | 0 | 1 | 53 | 43  | +10  | 7   |
| 3    | Portugal         | 3 | 1 | 0 | 2 | 47 | 48  | -1   | 5   |
| 4    | Géorgie          | 3 | 0 | 0 | 3 | 10 | 102 | -92  | 3   |

|  | Nouvelle-Zélande | 29 - 5 | Australie | Stade de Twickenham, Londres |
|  |                  |        |           | Stade de Twickenham, Londres |
|  |                  |        |           | Stade de Twickenham, Londres |

|  | Portugal | 28 - 5 | Géorgie | Stade de Twickenham, Londres |
|  |          |        |         | Stade de Twickenham, Londres |
|  |          |        |         | Stade de Twickenham, Londres |

|  | Australie | 31 - 0 | Géorgie | Stade de Twickenham, Londres |
|  |           |        |         | Stade de Twickenham, Londres |
|  |           |        |         | Stade de Twickenham, Londres |

|  | Nouvelle-Zélande | 26 - 5 | Portugal | Stade de Twickenham, Londres |
|  |                  |        |          | Stade de Twickenham, Londres |
|  |                  |        |          | Stade de Twickenham, Londres |

|  | Australie | 17 - 14 | Portugal | Stade de Twickenham, Londres |
|  |           |         |          | Stade de Twickenham, Londres |
|  |           |         |          | Stade de Twickenham, Londres |

|  | Nouvelle-Zélande | 43 - 5 | Géorgie | Stade de Twickenham, Londres |
|  |                  |        |         | Stade de Twickenham, Londres |
|  |                  |        |         | Stade de Twickenham, Londres |

### Poule B
| Rang | Pays       | J | V | N | D | Pm | Pe | Diff | Pts |
| ---- | ---------- | - | - | - | - | -- | -- | ---- | --- |
| 1    | Angleterre | 3 | 3 | 0 | 0 | 92 | 14 | +78  | 9   |
| 2    | Écosse     | 3 | 2 | 0 | 1 | 71 | 29 | +42  | 7   |
| 3    | Italie     | 3 | 1 | 0 | 2 | 31 | 78 | -47  | 5   |
| 4    | France     | 3 | 0 | 0 | 3 | 17 | 90 | -73  | 3   |

|  | Angleterre | 40 - 7 | France | Stade de Twickenham, Londres |
|  |            |        |        | Stade de Twickenham, Londres |
|  |            |        |        | Stade de Twickenham, Londres |

|  | Écosse | 33 - 12 | Italie | Stade de Twickenham, Londres |
|  |        |         |        | Stade de Twickenham, Londres |
|  |        |         |        | Stade de Twickenham, Londres |

|  | Écosse | 31 - 5 | France | Stade de Twickenham, Londres |
|  |        |        |        | Stade de Twickenham, Londres |
|  |        |        |        | Stade de Twickenham, Londres |

|  | Angleterre | 40 - 0 | Italie | Stade de Twickenham, Londres |
|  |            |        |        | Stade de Twickenham, Londres |
|  |            |        |        | Stade de Twickenham, Londres |

|  | Italie | 19 - 5 | France | Stade de Twickenham, Londres |
|  |        |        |        | Stade de Twickenham, Londres |
|  |        |        |        | Stade de Twickenham, Londres |

|  | Angleterre | 12 - 7 | Écosse | Stade de Twickenham, Londres |
|  |            |        |        | Stade de Twickenham, Londres |
|  |            |        |        | Stade de Twickenham, Londres |

### Poule C
| Rang | Pays           | J | V | N | D | Pm | Pe | Diff | Pts |
| ---- | -------------- | - | - | - | - | -- | -- | ---- | --- |
| 1    | Afrique du Sud | 3 | 3 | 0 | 0 | 63 | 17 | +46  | 9   |
| 2    | Samoa          | 3 | 2 | 0 | 1 | 54 | 34 | +20  | 7   |
| 3    | Russie         | 3 | 1 | 0 | 2 | 33 | 65 | -32  | 5   |
| 4    | Kenya          | 3 | 0 | 0 | 3 | 22 | 56 | -34  | 3   |

|  | Afrique du Sud | 17 - 5 | Samoa | Stade de Twickenham, Londres |
|  |                |        |       | Stade de Twickenham, Londres |
|  |                |        |       | Stade de Twickenham, Londres |

|  | Russie | 14 - 12 | Kenya | Stade de Twickenham, Londres |
|  |        |         |       | Stade de Twickenham, Londres |
|  |        |         |       | Stade de Twickenham, Londres |

|  | Samoa | 32 - 5 | Kenya | Stade de Twickenham, Londres |
|  |       |        |       | Stade de Twickenham, Londres |
|  |       |        |       | Stade de Twickenham, Londres |

|  | Afrique du Sud | 36 - 7 | Russie | Stade de Twickenham, Londres |
|  |                |        |        | Stade de Twickenham, Londres |
|  |                |        |        | Stade de Twickenham, Londres |

|  | Samoa | 17 - 12 | Russie | Stade de Twickenham, Londres |
|  |       |         |        | Stade de Twickenham, Londres |
|  |       |         |        | Stade de Twickenham, Londres |

|  | Afrique du Sud | 10 - 5 | Kenya | Stade de Twickenham, Londres |
|  |                |        |       | Stade de Twickenham, Londres |
|  |                |        |       | Stade de Twickenham, Londres |

### Poule D
| Rang | Pays      | J | V | N | D | Pm | Pe | Diff | Pts |
| ---- | --------- | - | - | - | - | -- | -- | ---- | --- |
| 1    | Argentine | 3 | 3 | 0 | 0 | 93 | 33 | +60  | 9   |
| 2    | Fidji     | 3 | 2 | 0 | 1 | 94 | 41 | +53  | 7   |
| 3    | Canada    | 3 | 1 | 0 | 2 | 41 | 69 | -28  | 5   |
| 4    | Espagne   | 3 | 0 | 0 | 3 | 12 | 97 | -85  | 3   |

|  | Argentine | 31 - 21 | Fidji | Stade de Twickenham, Londres |
|  |           |         |       | Stade de Twickenham, Londres |
|  |           |         |       | Stade de Twickenham, Londres |

|  | Canada | 24 - 7 | Espagne | Stade de Twickenham, Londres |
|  |        |        |         | Stade de Twickenham, Londres |
|  |        |        |         | Stade de Twickenham, Londres |

|  | Fidji | 40 - 5 | Canada | Stade de Twickenham, Londres |
|  |       |        |        | Stade de Twickenham, Londres |
|  |       |        |        | Stade de Twickenham, Londres |

|  | Argentine | 40 - 0 | Espagne | Stade de Twickenham, Londres |
|  |           |        |         | Stade de Twickenham, Londres |
|  |           |        |         | Stade de Twickenham, Londres |

|  | Fidji | 33 - 5 | Espagne | Stade de Twickenham, Londres |
|  |       |        |         | Stade de Twickenham, Londres |
|  |       |        |         | Stade de Twickenham, Londres |

|  | Argentine | 22 - 12 | Canada | Stade de Twickenham, Londres |
|  |           |         |        | Stade de Twickenham, Londres |
|  |           |         |        | Stade de Twickenham, Londres |

## Phase finale
Résultats de la phase finale

### Tournois principaux

#### Cup
|  | Quarts de finale | Quarts de finale |                  |    | Demi-finales | Demi-finales |  |  | Finale | Finale |
|  | Quarts de finale | Quarts de finale |                  |    | Demi-finales | Demi-finales |  |  | Finale | Finale |
|  |                  |                  |                  |    |              |              |  |  |        |        |
|  |                  |                  |                  |    |              |              |  |  |        |        |
|  |                  |                  |                  |    |              |              |  |  |        |        |
|  | Angleterre       | 14               |                  |    |              |              |  |  |        |        |
|  | Angleterre       | 14               |                  |    |              |              |  |  |        |        |
|  | Australie        | 5                |                  |    |              |              |  |  |        |        |
|  | Australie        | 5                | Angleterre       | 14 |              |              |  |  |        |        |
|  |                  |                  | Angleterre       | 14 |              |              |  |  |        |        |
|  |                  | Fidji            | 12               |    |              |              |  |  |        |        |
|  | Fidji            | Fidji            | 12               | 19 |              |              |  |  |        |        |
|  | Fidji            |                  |                  | 19 |              |              |  |  |        |        |
|  | Afrique du Sud   | 17               |                  |    |              |              |  |  |        |        |
|  | Afrique du Sud   | 17               | Angleterre       | 22 |              |              |  |  |        |        |
|  |                  |                  | Angleterre       | 22 |              |              |  |  |        |        |
|  |                  | Nouvelle-Zélande | 19               |    |              |              |  |  |        |        |
|  | Nouvelle-Zélande | Nouvelle-Zélande | 19               | 36 |              |              |  |  |        |        |
|  | Nouvelle-Zélande |                  |                  | 36 |              |              |  |  |        |        |
|  | Écosse           | 7                |                  |    |              |              |  |  |        |        |
|  | Écosse           | 7                | Nouvelle-Zélande | 12 |              |              |  |  |        |        |
|  |                  |                  | Nouvelle-Zélande | 12 |              |              |  |  |        |        |
|  |                  | Argentine        | 10               |    |              |              |  |  |        |        |
|  | Argentine        | Argentine        | 10               | 20 |              |              |  |  |        |        |
|  | Argentine        |                  |                  | 20 |              |              |  |  |        |        |
|  | Samoa            | 0                |                  |    |              |              |  |  |        |        |
|  | Samoa            | 0                |                  |    |              |              |  |  |        |        |

#### Bowl
|  | Quarts de finale | Quarts de finale |         |    | Demi-finales | Demi-finales |  |  | Finale | Finale |
|  | Quarts de finale | Quarts de finale |         |    | Demi-finales | Demi-finales |  |  | Finale | Finale |
|  |                  |                  |         |    |              |              |  |  |        |        |
|  |                  |                  |         |    |              |              |  |  |        |        |
|  |                  |                  |         |    |              |              |  |  |        |        |
|  | France           | 17               |         |    |              |              |  |  |        |        |
|  | France           | 17               |         |    |              |              |  |  |        |        |
|  | Portugal         | 14               |         |    |              |              |  |  |        |        |
|  | Portugal         | 14               | France  | 28 |              |              |  |  |        |        |
|  |                  |                  | France  | 28 |              |              |  |  |        |        |
|  |                  | Canada           | 19      |    |              |              |  |  |        |        |
|  | Canada           | Canada           | 19      | 22 |              |              |  |  |        |        |
|  | Canada           |                  |         | 22 |              |              |  |  |        |        |
|  | Kenya            | 7                |         |    |              |              |  |  |        |        |
|  | Kenya            | 7                | France  | 19 |              |              |  |  |        |        |
|  |                  |                  | France  | 19 |              |              |  |  |        |        |
|  |                  | Géorgie          | 14      |    |              |              |  |  |        |        |
|  | Géorgie          | Géorgie          | 14      | 17 |              |              |  |  |        |        |
|  | Géorgie          |                  |         | 17 |              |              |  |  |        |        |
|  | Italie           | 12               |         |    |              |              |  |  |        |        |
|  | Italie           | 12               | Géorgie | 14 |              |              |  |  |        |        |
|  |                  |                  | Géorgie | 14 |              |              |  |  |        |        |
|  |                  | Espagne          | 12      |    |              |              |  |  |        |        |
|  | Espagne          | Espagne          | 12      | 7  |              |              |  |  |        |        |
|  | Espagne          |                  |         | 7  |              |              |  |  |        |        |
|  | Russie           | 5                |         |    |              |              |  |  |        |        |
|  | Russie           | 5                |         |    |              |              |  |  |        |        |

### Matchs de classement

#### Plate
|  | Demi-finales   | Demi-finales |                |    | Finale | Finale |
|  | Demi-finales   | Demi-finales |                |    | Finale | Finale |
|  |                |              |                |    |        |        |
|  |                |              |                |    |        |        |
|  |                |              |                |    |        |        |
|  | Afrique du Sud | 7            |                |    |        |        |
|  | Afrique du Sud | 7            |                |    |        |        |
|  | Australie      | 5            |                |    |        |        |
|  | Australie      | 5            | Afrique du Sud | 31 |        |        |
|  |                |              | Afrique du Sud | 31 |        |        |
|  |                | Écosse       | 12             |    |        |        |
|  | Écosse         | Écosse       | 12             | 26 |        |        |
|  | Écosse         |              |                | 26 |        |        |
|  | Samoa          | 10           |                |    |        |        |
|  | Samoa          | 10           |                |    |        |        |

#### Shield
|  | Demi-finales | Demi-finales |          |    | Finale | Finale |
|  | Demi-finales | Demi-finales |          |    | Finale | Finale |
|  |              |              |          |    |        |        |
|  |              |              |          |    |        |        |
|  |              |              |          |    |        |        |
|  | Portugal     | 7            |          |    |        |        |
|  | Portugal     | 7            |          |    |        |        |
|  | Kenya        | 0            |          |    |        |        |
|  | Kenya        | 0            | Portugal | 24 |        |        |
|  |              |              | Portugal | 24 |        |        |
|  |              | Russie       | 0        |    |        |        |
|  | Russie       | Russie       | 0        | 24 |        |        |
|  | Russie       |              |          | 24 |        |        |
|  | Italie       | 12           |          |    |        |        |
|  | Italie       | 12           |          |    |        |        |

## Bilan
Statistiques sportives 
- Meilleur marqueur du tournoi :  Rob Thirlby (8 essais)
- Meilleur réalisateur du tournoi :  Orene Ai'i (63 points)

Affluences